# John Moulder-Brown (sciatore)
John Moulder-Brown (Londra, 28 settembre 1978) è un ex sciatore alpino britannico.

## Biografia
Moulder-Brown, attivo dal dicembre del 1994, era uno specialista dello slalom speciale, specialità nella quale ottenne tutti i risultati di rilievo della sua carriera internazionale a partire dall'esordio in Coppa Europa, il 16 febbraio 1997 a Missen (non completò la prova), e in Coppa del Mondo, l'11 dicembre 2000 a Sestriere dove si classificò 17º: tale piazzamento sarebbe rimasto il migliore di Moulder-Brown nel massimo circuito internazionale, nel quale prese per l'ultima volta il via il 19 gennaio 2003 a Wengen senza completare la prova. Partecipò a due edizioni dei Campionati mondiali, Sankt Anton am Arlberg 2001 e Sankt Moritz 2003, in entrambi i casi senza completare la prova; si ritirò al termine della stagione 2002-2003 e la sua ultima gara fu lo slalom speciale dei Campionati austriaci 2003, disputato il 30 marzo a Filzmoos.

## Palmarès

### Coppa del Mondo
- Miglior piazzamento in classifica generale: 119º nel 2001

### Coppa Europa
- Miglior piazzamento in classifica generale: 118º nel 2003

### Nor-Am Cup
- Miglior piazzamento in classifica generale: 24º nel 2000
- 3 podi:
  - 2 secondi posti
  - 1 terzo posto

### Campionati britannici
- 9 medaglie:
  - 2 ori (discesa libera nel 2000; slalom gigante nel 2003)
  - 3 argenti (slalom gigante nel 1998; supergigante nel 2000; slalom speciale nel 2001)
  - 4 bronzi (slalom gigante nel 1996; slalom speciale nel 1997; supergigante, slalom speciale nel 2003)